# The Lone Game (film 1915 Taylor)
The Lone Game è un cortometraggio muto del 1915 diretto da Edward C. Taylor. Prodotto dalla Edison Company e distribuito dalla General Film Company, aveva come interpreti Bessie Learn, Robert Walker, Wilfred Young.
La lotta contro la tubercolosi di un fratello, una sorella e un loro amico.

## Trama
Estremamente povera, Grace Proctor cerca un lavoro. Un giorno, dopo essere stata investita da un'auto, viene soccorsa da Dean che la porta in ospedale. Lei gli racconta la sua storia e lui si rende conto che la giovane è la sorella di Phil, un suo vecchio compagno di studi. Phil, che ha dovuto sostenere grandi sforzi per sostenerla e darle un'educazione, è stato colpito dalla tubercolosi e ora si trova in gravi condizioni. Dean promette a Grace di farle ottenere un impiego appena lei si rimetterà. Phil, nel frattempo, parte per l'Ovest dove però è costretto a entrare in una clinica. Finisce ben presto i soldi e, dovendosene andare, vaga senza cure, con il male che gli divora i polmoni.

Dean, avendo trascurato un raffreddore, viene esaminato da uno specialista che gli dice di avere la tubercolosi. Il giovane è di famiglia ricca e suo padre lo manda immediatamente nell'Ovest, assistito da un infermiere e circondato di ogni comodità, tanto che la sua salute comincia subito a migliorare. Intanto Grace, che ha ottenuto il lavoro promessole da Dean, sente che la malattia sta attaccando anche lei. Il medico che consulta le dice che l'Ovest va bene solo per chi può permettersi di sostenere le spese del soggiorno e delle cure. A lei viene invece consigliato di andare nel Connecticut, al Bradley Sanitarium di Waverly, dove potranno curarla gratis.

Il tempo passa. Ormai guarita, Grace può riprendere la sua carriera di cantante e, al Red Cross Benefit. incontra Dean, che è tornato anche lui completamente guarito. Viene così a sapere della morte del fratello. Senza nessuno al mondo che si prenda cura di lui, la ragazza cade in depressione ma Dean la raccoglie tra le sue braccia sussurrandolo il suo amore.

## Produzione
Il film fu prodotto dalla Edison Company.

## Distribuzione
Distribuito dalla General Film Company, il film - un cortometraggio in una bobina - uscì nelle sale cinematografiche degli Stati Uniti l'11 dicembre 1915.
Copia della pellicola viene conservata negli archivi del Museum of Modern Art.
La Kino International ha pubblicato il film in DVD distribuito il 22 febbraio 2005, inserito in un'antologia dal titolo Edison: The Invention of the Movies (1891-1918), della durata complessiva di 14 ore.